# 同业拆借
同业拆借（放）（英语：Interbank lending market）指的是银行及非银行金融机构之间为了解决短期内出现的资金余缺而进行的相互调剂。

## 简介
一般发生在一个工作日结束后银行对账目进行结算时发现资金出现多于或短缺的情况下，为了使第二天的工作照常进行或对富余款项进行利用。主要交易对象为超额准备金，拆入行向拆出行开出本票；拆出行则对拆入行开出中央银行存款支票即超额准备金。对资金贷出者而言是拆放，对拆入者而言则是拆借。同业拆借发生量大，交易频繁，对市场反应敏感，能作为一国银行利率的中间指标。同业拆借除了通过中介机构进行外也可以是双方直接联系，目前世界上大多数拆借是借助于一些大规模商业银行作为媒介，这些大银行除自己拆借外也向同行提供信息，为有需求者牵线搭桥。还有部分国家通过专门设立的拆借公司来进行。同业拆借期限短，一般为1至2天至多不过1-2周，拆款利息即拆息按日计算，拆息变化频繁，甚至一日内都会发生变化。同业拆借市场的利率确定方式有两种，其一为融资双方根据资金供求关系以及其他影响因素自主决定；其二为融资双方借助中介人经纪商，通过市场公开竞标确定。
同业拆借市场的主要交易包括：
- 头寸拆借：一般为日拆。
- 同业借贷：期限可以较长，从数天到一年不等。主要针对缺乏信用拆借资质的外资银行或者村镇银行，需要授信。占用风险资产100%，不占用信贷额度。2002年中国人民银行起草了《人民币同业借款管理暂行办法》(征求意见稿)，但未正式执行。

同业拆放分为线上和线下（即场内和场外）。场内为全国银行间同业拆借中心的交易，期限为隔夜，7天，14天，1月、3月、6月、9月、1年；场外是两家机构私下确定报价，签订协议，期限则最短为7天，也有半年、一年情形。线上利息一般在质押回购利率（Repo）加上10-50个基点，线下则一般加50-200个基点。现在的银行间市场能自动生成标准化拆借合同，所以线下拆放的使用已经比较少。而且线下的话合同细节、清算流程存在一定操作风险，一般被同业存放/存放同业代替。
同业拆放都是指信用拆放，不涉及质押物。
同业拆借作为临时调剂性借贷行为的特点：
1. 期限短。同业拆借的交易期限较短，属临时性的资金融通。中国目前同业拆借期限最长不超过4个月。
2. 利率相对较低。一般来说，同业拆借利率是以中央银行再贷款利率和再贴现率为基准，再根据社会资金的松紧程度和供求关系由拆借双方自由议定的。由于拆借双方都是商业银行或其它金融机构，其信誉比一般工商企业要高，拆借风险较小，加之拆借期限较短，因而利率水平较低。
3. 同业拆借的参与者是商业银行和其它金融机构。

## 风险管理
同业拆放和信贷业务不同，不占用信贷规模。但根据巴塞尔协议III，对商业银行，原始期限3个月内的折算为20%风险资产，3个月以上折算为25%风险资产；对其他金融机构是按照100%算作风险资产。老版巴塞尔协议，原始期限4个月内同业拆放，对商业银行按0%折算风险资产，4个月内折算20%，其他金融机构折算100%。

## 中华人民共和国相关规定
《中华人民共和国商业银行法》第四十六条规定，同业拆借，应当遵守中国人民银行的规定，即《同业拆借管理办法》（人民银行令[2007]第3号）。禁止利用拆入资金发放固定资产贷款或者用于投资。拆出资金限于交足存款准备金、留足备付金和归还中国人民银行到期贷款之后的闲置资金。拆入资金用于弥补票据结算、联行汇差头寸的不足和解决临时性周转资金的需要。
计息参照“上海银行间同业拆放利率”（Shibor）。一般每天11:30确定，为固定值。有时候也参照银行间市场的质押回购利率（Repo），这个在闭市前是波动值，是所有成交价格的加权值，但实际上按业内行规一般在10:30左右就稳定了。